# Breitspitz
Breitspitz är ett berg i Österrike.   Det ligger i distriktet Sankt Johann im Pongau och förbundslandet Salzburg, i den centrala delen av landet, 250 km väster om huvudstaden Wien. Toppen på Breitspitz är 1 804 meter över havet, eller 165 meter över den omgivande terrängen. Bredden vid basen är 1,3 km.
Terrängen runt Breitspitz är kuperad söderut, men norrut är den bergig. Närmaste större samhälle är Bischofshofen, 5,3 km väster om Breitspitz. 
I omgivningarna runt Breitspitz växer i huvudsak barrskog. Runt Breitspitz är det ganska glesbefolkat, med 45 invånare per kvadratkilometer.